# Endoiastus caviceps
Endoiastus caviceps är en insektsart som beskrevs av Fowler. Endoiastus caviceps ingår i släktet Endoiastus och familjen hornstritar. Inga underarter finns listade i Catalogue of Life.